# Elecciones parlamentarias de Sudán de 1981-1982
Las elecciones legislativas de Sudán de 1981 fueron convocadas por el régimen del Presidente Yaafar al-Numeiry, quien gobierna Sudán desde 1969 a través de un régimen autoritario. Se llama a elecciones ante la disolución de la Asamblea Popular Nacional que se había instalado recién en 1980. Se crearon 151 escaños y se eligieron entre el 13 de noviembre de 1981 y el 15 de enero de 1982. Estos comicios además se desarrollaron bajo el sistema unipartidista, donde la Unión Socialista Sudanesa logró todos los asientos parlamentarios.

## Antecedentes
El presidente Yaafar al-Numeiry disolvió el parlamento el 5 de octubre de 1981, el que consistía en 366 miembros. Redujo el número de titulares a 151 como parte de un plan para descentralizar poderes y delegar más responsabilidades a las asambleas regionales en asuntos como salud, educación y bienestar social. En virtud de esta decisión adoptada por el Congreso Pleno de la Unión Socialista Sudanesa en 1980, el país quedaba dividido en seis regiones con sus propios gobiernos y asambleas.

## Resultados electorales
|  | 100,00 % |

|  | 99,76 % |

|  | 0,24 % |

|  | 99,5 % |